# Veine cérébrale supérieure
 (décembre 2023).
Si vous disposez d'ouvrages ou d'articles de référence ou si vous connaissez des sites web de qualité traitant du thème abordé ici, merci de compléter l'article en donnant les références utiles à sa vérifiabilité et en les liant à la section « Notes et références ».
Les veines cérébrales supérieures (ou veines superficielles ascendantes), au nombre de huit à douze, sont des veines superficielles de l'encéphale drainant les surfaces supérieures latérale et médiale des hémisphères.
Elles se trouvent principalement dans les sillons entre les circonvolutions cérébrales, mais peuvent également être trouvés à travers celles-ci.
Individuellement, elles se jettent dans le sinus sagittal supérieur.
Les veines antérieures sont presque à angle droit avec le sinus.
Les veines postérieures sont plus grandes et obliques et s'ouvrent dans le sinus dans une direction opposée au courant sanguin (antéro-postérieur).
Elles drainent le cortex et la substance blanche sous-jacente.

## Galerie

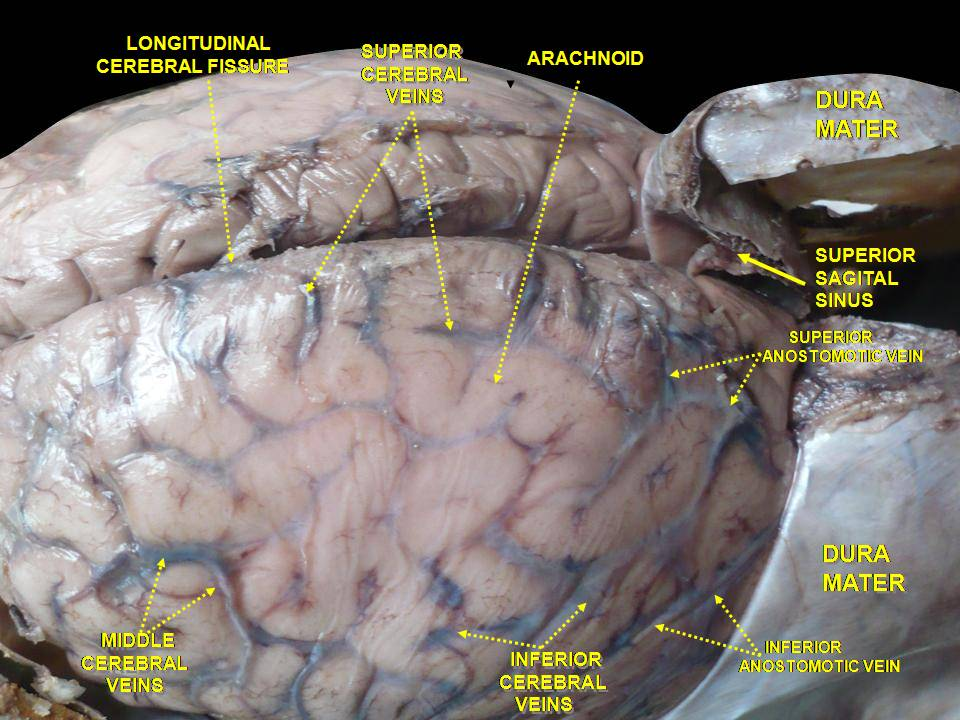
Les méninges et les veines cérébrales supérieures.